# Небезпека Калісто
«Небезпека Калісто» (англ. The Callistan Menace) — науково-фантастичне оповідання американського письменника Айзека Азімова, вперше опубліковане у червні 1940 журналом Astonishing Stories. Увійшло до збірки «Ранній Азімов» (1972). Це оповідання було другим серед написаних Азімовим і найдавнішим, що зберіглося.

## Історія
Це оповідання під назвою «Безбілетник» (англ. Stowaway) разом із самим першим оповіданням Азімова «Космічний штопор» (англ. Cosmic Corkscrew) (яке вважається втраченим) були забраковані редактором Джоном Кемпбелом, після чого під назвою «Magnetic Death» пропонувалося іншим журналам і врешті Фредерик Пол надрукував його у журналі «Astonishing Stories» під назвою «The Callistan Menace».

## Сюжет
Дослідницький космічний корабель «Церера» летить до Каллісто, самого зовнішнього із галілеєвих супутників Юпітера. Сім попередніх кораблів, які приземлились на Каллісто, пропали без сліду. Члени екіпажу виявляють на борту корабля безбілетного пасажира — 13-річного хлопця Стенлі Філдса, який пробрався туди у пошуках пригод. Екіпаж залишає хлопця і навіть ремонтує для нього застарілу модель гумового скафандра.
Коли корабель приземляється на Каллісто, екіпаж знаходить попередній корабель «Фобос» і тіла екіпажу. Огляд «Фобоса» показує, що той покритий засохлим слизом. Незабаром орда чотирьохфутових слимаків виходить з розташованого поруч озера і наближається до «Фобоса». Двоє з членів екіпажу «Церери» втрачають свідомість від головного болю, а третьому вдається повернутись на корабель. Капітан «Церери» розуміє, що слимаки використовують магнітне поле, щоб спричинити шкоду людям. Дія поля посилюється металічними скафандрами людей. Стенлі Філдс зголошується вийти з корабля у своєму гумовому скафандрі, щоб принести обох непритомних членів екіпажу. Він приносить першого, і повертається за другим, коли його старий скафандр розгерметизовується і йому насилу вдається повернутись. Після вдалої евакуації «Церера» покидає Каллісто.

## Цікаві факти
- Стенлі Філдс був названий автором на честь свого молодшого брата Стенлі Азімова.
- У цьому оповіданні Азімов вперше згадує алкогольний напій «марсіанська джабра».